# Coelestem adspicit lucem
Coelestem adspicit lucem (lat. 'den øjner det himmelske lys') er en inskription fra 1836 over indgangen til Københavns Universitets hovedbygning på Frue Plads i København.
Inskriptionen er forfattet af professor i teologi Hagen Hohlenberg (1797-1845). Over inskriptionen ses en skulptur af en ørn, som symboliserer menneskeånden, der skuer mod lyset, erkendelsens endemål. Inskriptionen, der oprindelig lød: "Sublimia petens ingenium/Coelestem adspicit lucem" ('Tanken, som søger det sublime, øjner det himmelske lys') udtrykker, at når erkendelsen dirigeres mod høje mål, nås en helhedsforståelse af ophøjet karakter. Sentensen kan både udlægges som produkt af kristne og platoniske tanker, jf. ørnen som evangelisten Johannes' og guden Zeus' symbol.
Længere oppe på facaden findes inskriptionen "FREDERICUS SEXTUS INSTAURAVIT MDCCCXXXVI" samt våben med Christian I og Christian III's monogrammer – de to konger, der henholdsvis grundlagde (1479) og reformerede (1537) universitetet.
Øverst i bygningens gavltrekant findes en 12-takket stjerne, der formentlig referer til det himmelske lys nævnt i inskriptionen.
Bygningen er tegnet af stadsbygmester Peder Malling, som var Hohlenbergs svoger, mens ørnen tilskrives billedhuggeren Christian Thielemann.